# Olaf Amberg
Olaf Amberg (* 1975 in Meiningen, Thüringen) ist ein deutscher Maler und Grafiker.

## Leben
Olaf Amberg absolvierte von 1991 bis 1994 eine Ausbildung zum Maler im Handwerk. Von 1999 bis 2005 studierte er an der Hochschule für Bildende Künste Dresden bei Siegfried Klotz, Elke Hopfe und Hans Peter Adamski. Ein Auslandssemester führte ihn an die Kunstakademie Wien zu Gunter Damisch. Das Studium beendete er 2005 mit dem Diplom für Malerei/Graphik. Seitdem ist er freischaffend in Dresden tätig. Ein Reisestipendium der Stadt Dresden ermöglichte ihm 2012 einen Arbeitsaufenthalt in Salzburg. Im Jahr 2014 wurde Olaf Amberg mit dem Canaletto-Preis ausgezeichnet.

## Ausstellungen (Auswahl)
(Quelle:)
- 2000 »Aufbruch Abbruch«, Galerie Blaue Fabrik, Dresden, mit Walter Battisti
- 2001 Gründungsausstellung »Katharinenpresse«, Galerie treibhaus, Dresden
- 2003 »EG-Süd«, Kunstakademie Wien
- 2003 »Südbahnhof«, Galerie treibhaus, Dresden
- 2005 »Malerei Grafik«, treibhaus, Dresden
- 2005 Galerie APOG, Straßburg, mit deutschen und französischen Künstlern
- 2006 Kunsthaus Meiningen, mit Peter und Paul Hofmann
- 2007 Gruppenausstellung »Arbeiten«, Regierungspräsidium Dresden
- 2008 Gruppenausstellung »Arbeiten«, Galerien des Sächsischen Künstlerbundes in Leipzig und Chemnitz
- 2008 100 Sächsische Grafiken, Museum für zeitgenössische Kunst Chemnitz
- 2009 Galerie treibhaus, Dresden, »Niemandsland nirgends«, Einzelausstellung
- 2010 Ladengalerie tendresse, Dresden, Einzelausstellung
- 2010 Galerie Adam Ziege, »Ich Du«, mit Maria Mednikova
- 2011 »Zwischenwelten«, Rathausgalerie Lübben, Einzelausstellung
- 2011 »Lebensräume«, Galerie Mitte, Gruppenausstellung
- 2011 »Holy things – holy places«, Kraftwerk Dresden-Mitte, Gruppenausstellung
- 2012 »Die Magie der Dinge«, Blaue Fabrik Dresden, Einzelausstellung
- 2013 »Innen Außen«, Galerie Ines Schulz, Dresden (Einzelausstellung)
- 2015 »Naturen«, Schloss Reinhardtsgrimma (Einzelausstellung)
- 2016 »Bertolt-Brecht-Projekt«, Salzburg (internationale Gruppenausstellung)
- 2016 »Die andere Seite«, Stadtgalerie Radebeul (Gruppenausstellung)
- 2017 Villa Eschebach, »Des Abends Land«, mit Maria Mednikova[5]
- 2018 »Ausstellung«, mit Maria Mednikova, Galerie am Torbogen, Hiddensee
- 2021 »Wege übers Land«, Schloss Lauenstein (Einzelausstellung)[6]